# Rue Jean-Jaurès (Bondy)
Pour les articles homonymes, voir rue Jean-Jaurès.
La rue Jean-Jaurès, est un important axe de communication de Bondy.

## Situation et accès

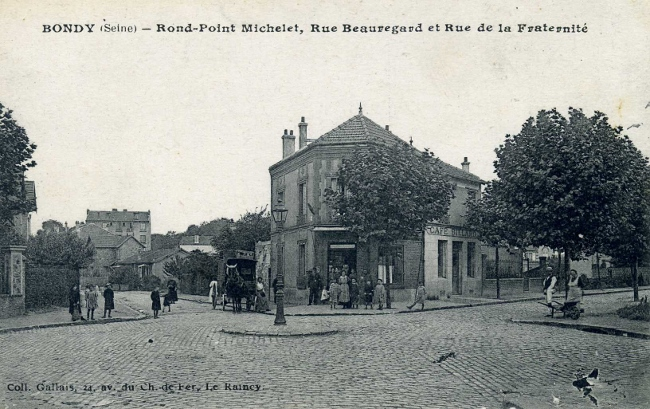
Rond-point Michelet, rue Beauregard et rue de la Fraternité.

Cette rue croise notamment la rue Sainte-Barbe et la rue Paul-Vaillant-Couturier (anciennement rue du Mainguy).
Elle se termine au rond-point Michelet, où se rencontrent les rue de l'Égalité, rue de la Fraternité, rue Beauregard, et rue Michelet.

## Origine du nom

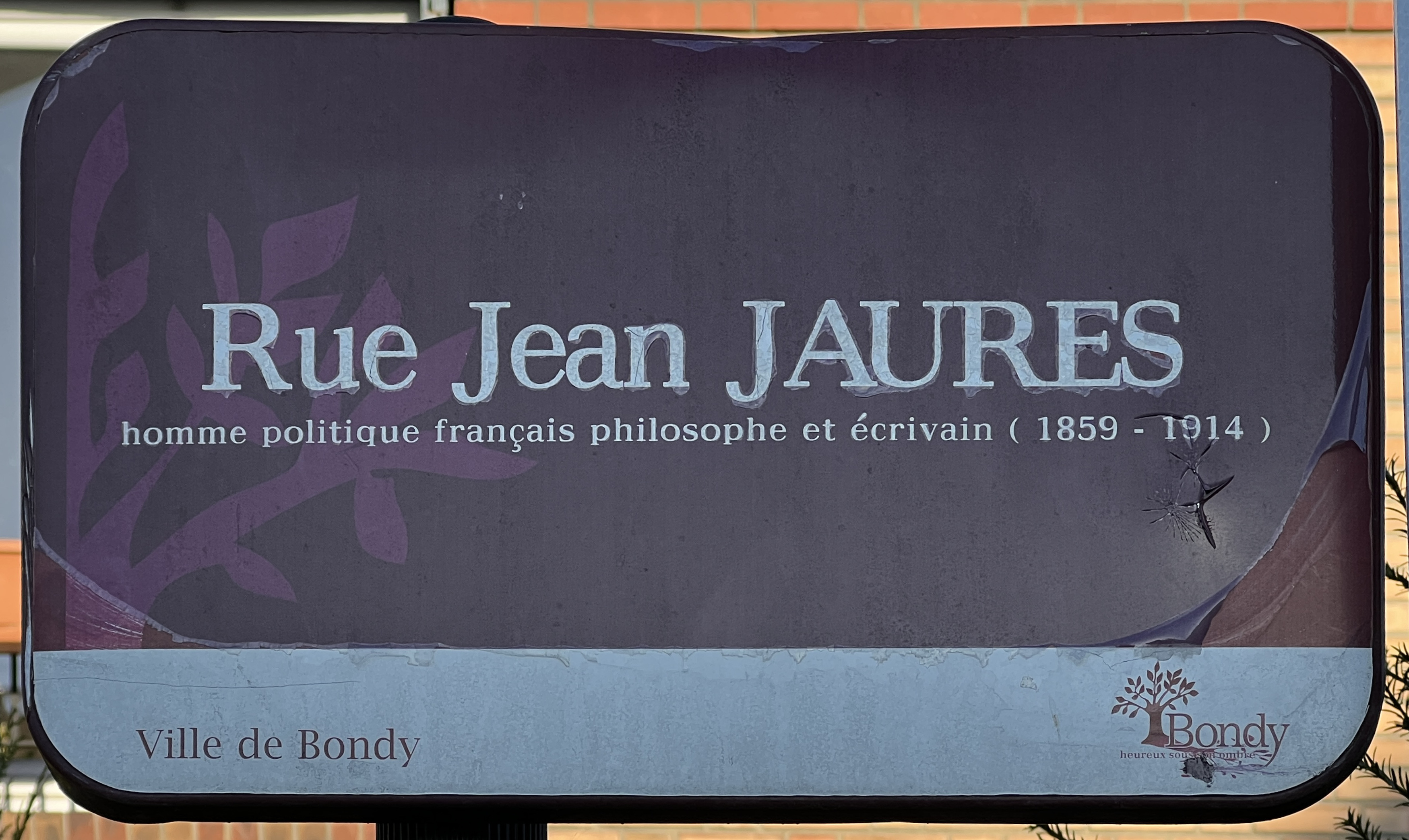
Plaque de la rue.

Le nom de la voie fait référence à l'homme politique socialiste français Jean Jaurès (1859-1914).

## Historique

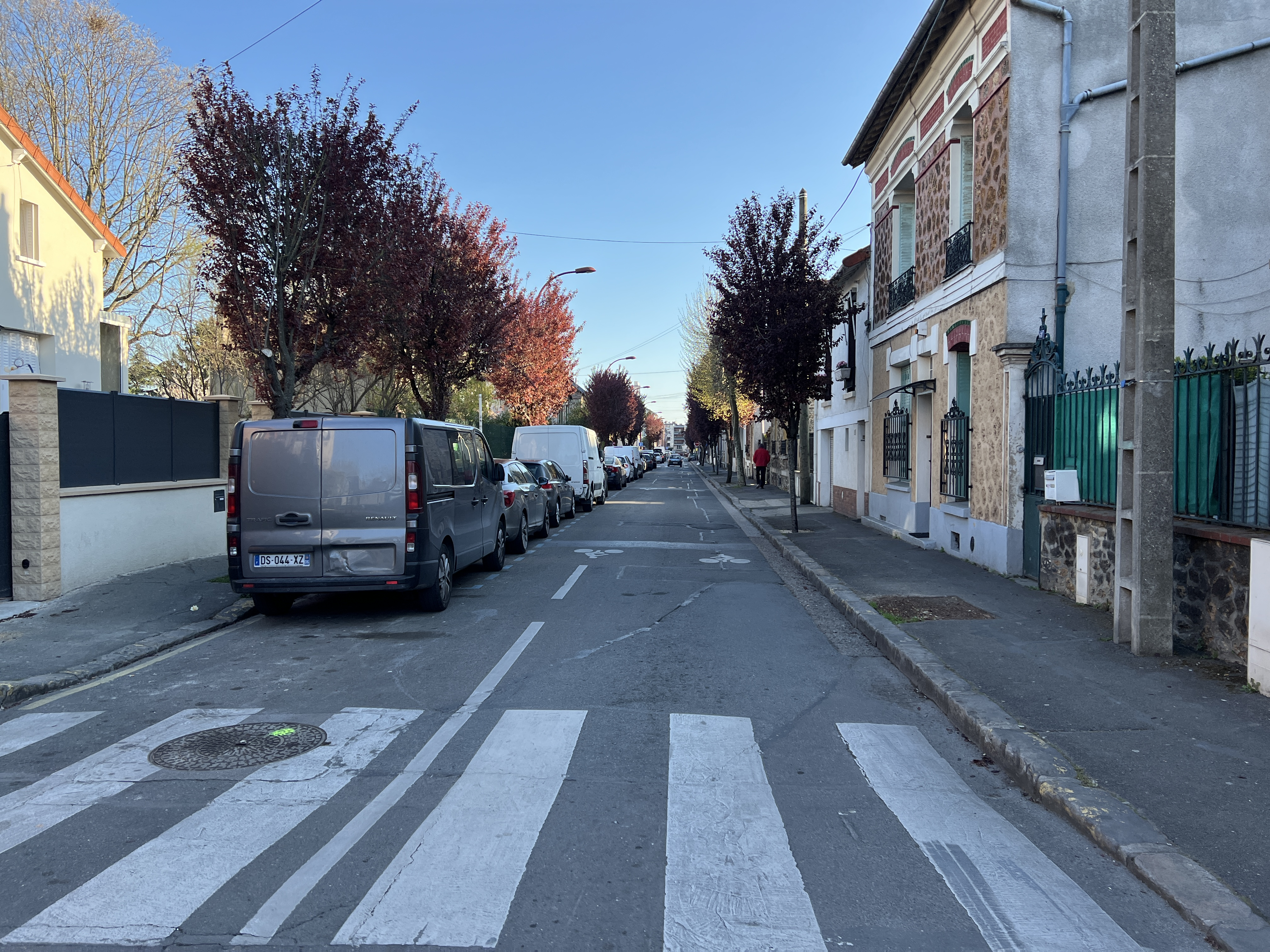
La rue en avril 2022.

Cette rue se trouvait au lieudit Troche ou Trouche, mentionné en 1524. Troche pourrait être le nom d’un arbuste coupé servant de borne dans un champ, ou bien être lié à un nommé Hébert de la Troche.
Le nouveau nom de rue Jean-Jaurès est attribué entre 1920 et 1924. 
Elle a été la cible de bombardements le 18 avril 1944.